# 王綧
王 綧（おう しゅん、1223年 - 1283年）は、13世紀高麗の宗室で、元の廷臣。高麗の永寧公・尚書令。元の金符総管。

## 概要
王綧は顕宗の四男の平壌公王基の七世孫にあたる。清化侯王璟の次男で、兄は承化侯王温。容儀が美しく、騎射に巧みで、書物にも通じていた。1241年（辛丑）、王子を人質として要求したモンゴルに対して、完全に屈服するのを嫌った高宗らによって偽の王子として送り込まれる。高麗の手口は露見してモンゴルの更なる怒りを買ったが、王綧本人は優遇され、高麗出身の洪福源に預けられ厚く世話を受けた。以後はモンゴル宮廷に仕える。モンゴルの大貴族であるオングト首長の孛要合の娘を娶った。1253年（癸丑）のモンゴルの高麗侵攻時には講和に尽力した。モンゴルに投降した高麗人は王綧の下で統括され、至元7年（1270年）には1300戸を率いている。
洪福源には恩義があったものの、その反高麗的な態度に不満を覚え、1258年（戊午）に自身の妻子と共に、洪福源がモンケ・カアンへ呪詛を行ったと讒言して処刑させ、その子の洪茶丘に深く恨まれる。『元史』では至元7年（1270年）に疾病で引退したとされるが、『高麗史』によれば王綧に不遜な言動があったとの洪茶丘の誣告でクビライ・カアンの怒りを買い蟄居させられたという。承化侯王温は三別抄の叛乱で、元に対抗する高麗王として擁立されていた。至元8年（1271年）、王綧と王雍の親子も鎮圧に動員されたが、その嘆願にもかかわらず、捕えられた王温親子は洪茶丘によって処刑された。
至元20年（1283年）9月、薨去した。享年は61。『高麗史』では王綧に王雍・王熙・王諴・王禔・王和・王琳の六子があるが、『元史』では三子である。王雍・王熙・王諴が正室の子で、元史に名のある阿剌帖木児・闊闊帖木児・兀愛の三人それぞれにあたり、残りは側室の子と考えられている。

## 伝記資料
- 『元史』巻166 列伝第53「王綧伝」
- 『元史』巻208 列伝第95 外夷1「高麗伝」
- 『新元史』巻176 列伝第73「王綧伝」
- 『高麗史』巻90 列伝第3 宗室1「平壌公基伝」
- 『高麗史』巻130 列伝第43 叛逆4「洪福源伝」